# Prosopocera dalteroides
Prosopocera dalteroides là một loài bọ cánh cứng trong họ Cerambycidae.